# Gerald Diduck
Gerald Mark Diduck, född 6 april 1965, är en kanadensisk före detta professionell ishockeyspelare som tillbringade 17 säsonger i den nordamerikanska ishockeyligan National Hockey League (NHL), där han spelade för ishockeyorganisationerna New York Islanders, Montreal Canadiens, Vancouver Canucks, Chicago Blackhawks, Hartford Whalers, Phoenix Coyotes, Toronto Maple Leafs och Dallas Stars. Han producerade 212 poäng (56 mål och 156 assists) samt drog på sig 1 612 utvisningsminuter på 932 grundspelsmatcher. Han spelade också på lägre nivåer för Springfield Indians i American Hockey League (AHL), Indianapolis Checkers i Central Professional Hockey League (CPHL) och Lethbridge Broncos i Western Hockey League (WHL).
Diduck draftades i första rundan i 1983 års draft av New York Islanders som 16:e spelare totalt.

## Statistik
| 1981–1982   | Lethbridge Broncos    | WHL         | 71  | 1  | 15  | 16  | 81   | 12  | 0 | 3  | 3  | 27  |
| 1982–1983   | Lethbridge Broncos    | WHL         | 67  | 8  | 16  | 24  | 151  | 20  | 3 | 12 | 15 | 49  |
| 1983–1984   | Lethbridge Broncos    | WHL         | 65  | 10 | 24  | 34  | 133  | 5   | 1 | 4  | 5  | 27  |
|             | Indianapolis Checkers | CPHL        | —   | —  | —   | —   | —    | 10  | 1 | 6  | 7  | 19  |
| 1984–1985   | New York Islanders    | NHL         | 65  | 2  | 8   | 10  | 80   | —   | — | —  | —  | —   |
| 1985–1986   | New York Islanders    | NHL         | 10  | 1  | 2   | 3   | 2    | —   | — | —  | —  | —   |
|             | Springfield Indians   | AHL         | 61  | 6  | 14  | 20  | 173  | —   | — | —  | —  | —   |
| 1986–1987   | New York Islanders    | NHL         | 30  | 2  | 3   | 5   | 67   | 14  | 0 | 1  | 1  | 35  |
|             | Springfield Indians   | AHL         | 45  | 6  | 8   | 14  | 120  | —   | — | —  | —  | —   |
| 1987–1988   | New York Islanders    | NHL         | 68  | 7  | 12  | 19  | 113  | 6   | 1 | 0  | 1  | 42  |
| 1988–1989   | New York Islanders    | NHL         | 65  | 11 | 21  | 32  | 155  | —   | — | —  | —  | —   |
| 1989–1990   | New York Islanders    | NHL         | 76  | 3  | 17  | 20  | 163  | 5   | 0 | 0  | 0  | 12  |
| 1990–1991   | Montreal Canadiens    | NHL         | 32  | 1  | 2   | 3   | 39   | —   | — | —  | —  | —   |
|             | Vancouver Canucks     | NHL         | 31  | 3  | 7   | 10  | 66   | 6   | 1 | 0  | 1  | 11  |
| 1991–1992   | Vancouver Canucks     | NHL         | 77  | 6  | 21  | 27  | 229  | 5   | 0 | 0  | 0  | 10  |
| 1992–1993   | Vancouver Canucks     | NHL         | 80  | 6  | 14  | 20  | 171  | 12  | 4 | 2  | 6  | 12  |
| 1993–1994   | Vancouver Canucks     | NHL         | 55  | 1  | 10  | 11  | 72   | 24  | 1 | 7  | 8  | 22  |
| 1994–1995   | Vancouver Canucks     | NHL         | 22  | 1  | 3   | 4   | 15   | —   | — | —  | —  | —   |
|             | Chicago Blackhawks    | NHL         | 13  | 1  | 0   | 1   | 48   | 16  | 1 | 3  | 4  | 22  |
| 1995–1996   | Hartford Whalers      | NHL         | 79  | 1  | 9   | 10  | 88   | —   | — | —  | —  | —   |
| 1996–1997   | Hartford Whalers      | NHL         | 56  | 1  | 10  | 11  | 40   | —   | — | —  | —  | —   |
|             | Phoenix Coyotes       | NHL         | 11  | 1  | 2   | 3   | 23   | 7   | 0 | 0  | 0  | 10  |
| 1997–1998   | Phoenix Coyotes       | NHL         | 78  | 8  | 10  | 18  | 118  | 6   | 0 | 2  | 2  | 20  |
| 1998–1999   | Phoenix Coyotes       | NHL         | 44  | 0  | 2   | 2   | 72   | 3   | 0 | 0  | 0  | 2   |
| 1999–2000   | Toronto Maple Leafs   | NHL         | 26  | 0  | 3   | 3   | 33   | 10  | 0 | 1  | 1  | 14  |
| 2000–2001   | Dallas Stars          | NHL         | 14  | 0  | 0   | 0   | 18   | —   | — | —  | —  | —   |
| NHL totalt  | NHL totalt            | NHL totalt  | 932 | 56 | 156 | 212 | 1612 | 114 | 8 | 16 | 24 | 212 |
| AHL totalt  | AHL totalt            | AHL totalt  | 106 | 12 | 22  | 34  | 293  | —   | — | —  | —  | —   |
| CPHL totalt | CPHL totalt           | CPHL totalt | —   | —  | —   | —   | —    | 10  | 1 | 6  | 7  | 19  |
| WHL totalt  | WHL totalt            | WHL totalt  | 203 | 19 | 55  | 74  | 365  | 37  | 4 | 19 | 23 | 103 |